# Condizione femminile nel XVI secolo
Il Seicento, che per l'Italia rappresentò il periodo del Rinascimento, fu un secolo caratterizzato dal progresso, in campo artistico e letterario; anche per le donne esso fu un periodo di lento progresso per la loro condizione, specialmente se appartenevano alla classe media e alta. Tuttavia, per la stragrande maggioranza del genere femminile la vita era molto difficile e offriva poche opportunità di miglioramento, economico e sociale.

## Nel mondo del lavoro
In un campo lavorativo prettamente misogino, le donne, ovviamente in base al ceto sociale a cui appartenevano, spesso si piegavano al volere delle proprie famiglie, che le forzavano ad eseguire mestieri quali la tessitrice o la massaia, o la maggior parte delle volte a trovarsi un "buon partito" proprio per non dover lavorare e potersi dedicare alla famiglia. 
Nonostante ciò, durante tutta la durata del secolo, alcune donne lottarono per farsi strada da sole in una società, sebbene il passare dei decenni, per le donne mai cambiata, sin dai tempi del Medioevo. Infatti le donne, semmai riuscissero a studiare, potevano soltanto accedere ad impieghi al servizio delle classi superiori, come per esempio quelle di istitutrici per famiglie più nobili. 
Le artiste, in particolare, avevano prospettive di vita migliori, poiché potevano guadagnarsi da vivere soltanto con il proprio lavoro: infatti nel XVI secolo iniziarono già ad essere più accettate, sebbene rimanessero nettamente in minoranza. 
Le famiglie con poche risorse economiche, poi, solitamente inviavano le proprie figlie, appena queste raggiungevano l'adolescenza, a servire come serve, cuoche, accompagnatrici o compagne di giochi di ragazze appartenenti a famiglie più benestanti o addirittura nobili.
Le cortigiane infine potevano anche essere finanziariamente indipendenti, anche se disapprovate: sono state generalmente descritte come prostitute di alta classe, anche se in realtà donne altamente istruite che si circondavano di artisti, intellettuali e scienziati.

## L'arrivo dell'Umanesimo
L'Umanesimo nasce in questo secolo (in Italia già alla fine del Quattrocento) e i suoi ideali di rivalutazione della cultura classica e di antropocentrismo si fusero subito con quelli radicali del Rinascimento, e da ciò crebbe un modesto miglioramento specialmente nella possibilità della donna di possedere beni materiali e la possibilità di crescere da sole i propri figli, qualora il marito si separasse.
Questa nuova corrente di pensiero non riuscì però a distruggere i secolari pregiudizi contro le donne, tutti sul fatto che pochissime donne potessero tentare di condurre una vita indipendente o addirittura esercitare un certo grado di autorità nella propria casa. E anche quando lo facevano, erano comunque spesso malviste e considerate donne negative che non si comportavano come avrebbero dovuto.

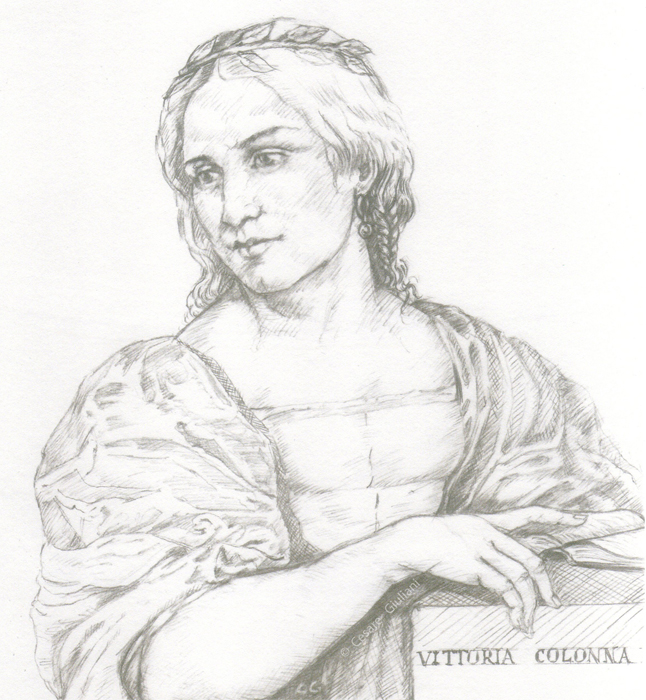
Vittoria Colonna in un disegno di Cesare Giuliani

Un esempio di donna dipendente che invece fu persino ben vista e rispettata è sicuramente la marchesa Vittoria Colonna, donna di grande cultura e amica stretta di Michelangelo.

## L'educazione delle ragazze
Con l'arrivo dell'Umanesimo migliorarono abbastanza anche le istituzioni per l'istruzione femminile: le donne che potevano permettersi di accesso a un'istruzione (ossia quelle appartenenti della classe media e alta) potevano anche raggiungere elevati livelli di studio, ma mai abbastanza per essere considerate "così" importanti da poter decidere da sole il proprio destino, una volta finiti gli studi. 
A partire dal XVI secolo, in tutta Europa, s'iniziò a investire di più, da parte delle famiglie borghesi, anche nell'educazione delle figlie femmine, che spesso non era inferiore a quella dei figli maschi, come invece avveniva fino a pochi decenni prima; in questo momento invece le ragazze venivano istruite in letteratura e musica, e spesso anche in scienze e filosofia: la formazione artistica era di certo la disciplina per il genere femminile favorita e ritenuta più "idonea": era infatti frequente che le nobili giovani dell'epoca trascorressero il loro tempo componendo poesie, dipingendo o suonando uno strumento (e non più, per esempio, lavorando al telaio). 
Questa formazione le rendeva buone candidate affinché si occupassero a loro volta dell'educazione di altre ragazze di famiglie nobili.